# Sportpalast Tiflis
Der Sportpalast Tiflis (georgisch თბილისის სპორტის სასახლე, englisch Tbilisi Sports Palace) ist eine Mehrzweckhalle in der georgischen Hauptstadt Tiflis. Die Arena wurde 1961 eröffnet und wird neben Basketball, Boxen, Futsal, Judo, Handball sowie Tennis auch für Konzerte und andere Veranstaltungen genutzt.

## Geschichte
Die Halle wurde am 12. Mai 1961 eröffnet und sollte zuerst nur Basketball austragen. Dazu sollte der Sportpalast dem Verein BK Dinamo Tiflis als Spielstätte dienen. Bis heute wird diese noch vom Verein genutzt. Entworfen wurde der Bau von Vladimir Aleksi-Meskhishvili, Yuri Kasradze, Temo Japaridze und David Kajaia. 2007 wurde der Sportpalast renoviert. Man sanierte das ganze Gebäude, sodass man das Dach änderte und neue Sitzplätze installierte. Dazu wurde die Arena 2007 an die Logic Group Ltd verkauft. Dabei wurde ein 30-jähriger Vertrag unterschrieben, sodass die Logic Group Ltd die Rechte an der Arena bis 2037 besitzt.

## Veranstaltungen
Bisher richtete die Arena größtenteils Basketballveranstaltungen und Konzerte aus. Die erste internationale Veranstaltung in der Mehrzweckhalle war die Basketball-Europameisterschaft 1965. Diese richteten Moskau und Tiflis gemeinsam aus, damals allerdings noch unter der Flagge der Sowjetunion. 2013 durfte Georgien dann erstmals alleine und selbständig die Ringer-Europameisterschaften ausrichten. 2015 kam das Europäische Olympische Sommer-Jugendfestival hinzu. Ende September 2017 wurden im Sportpalast die Volleyball-Europameisterschaft der Frauen zusammen mit Aserbaidschan austragen.
Neben diesen Sportveranstaltungen fanden hier auch Konzerte statt. Unter anderem trat hier schon die bekannte russische Sängerin Alla Pugatschowa auf sowie die georgische Pop-Sängerin Lela Tsurtsumia. 1990 trat hier außerdem der britische Rock-Sänger Ian Gillan auf.